# Tchèques de Roumanie

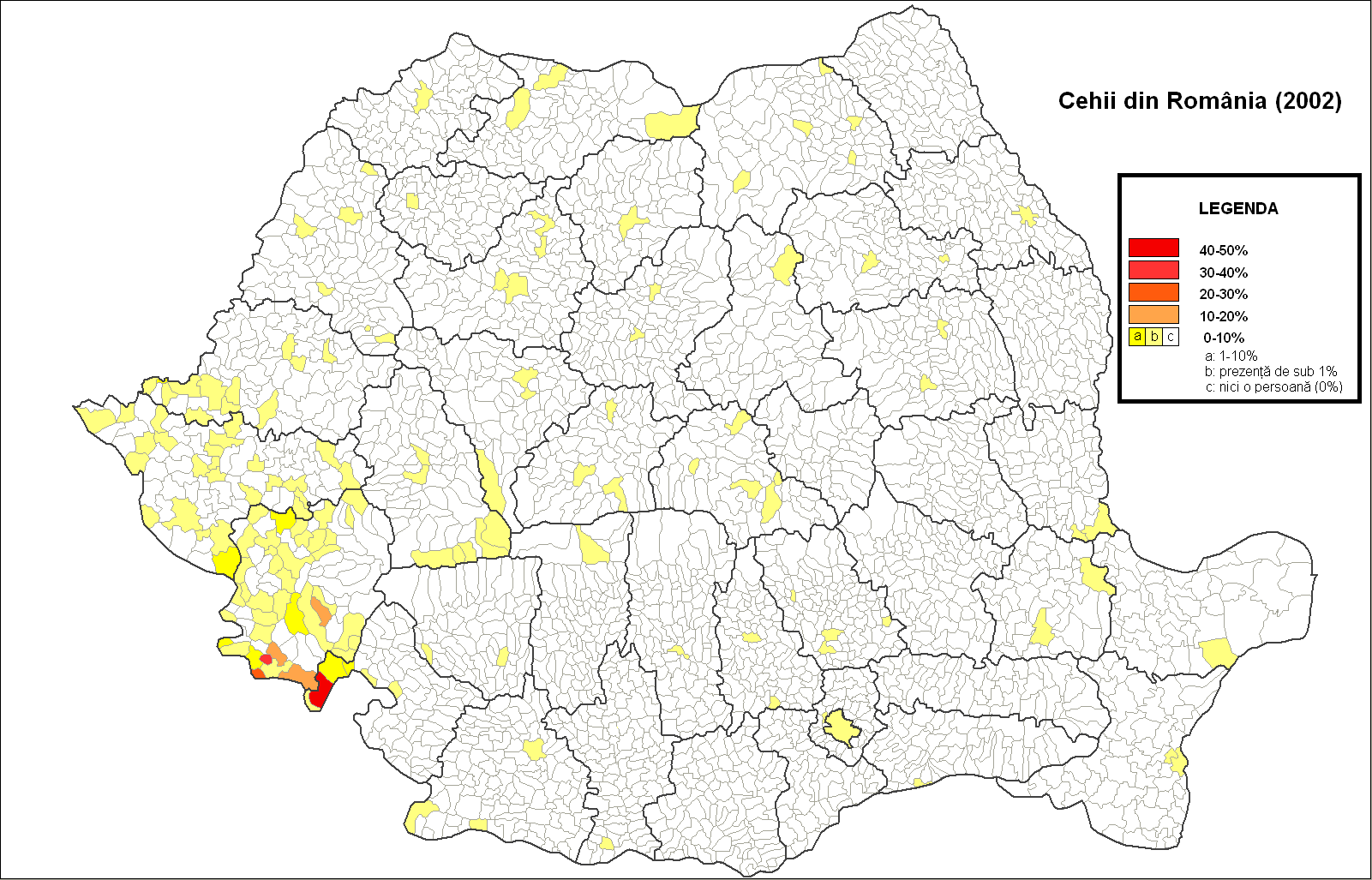
Carte de répartition des Tchèques en Roumanie en 2002.

Les Tchèques (en tchèque : Češi et en roumain : Cehi) sont une minorité de Roumanie, de 2 477 personnes selon le recensement de 2011. La majorité des Tchèques vit dans le sud-ouest du pays, avec environ 60 % d'entre eux dans le județ de Caraș-Severin, où ils représentent 0,7 % de la population. 
En tant que minorité ethnique officiellement reconnue, les Tchèques de Roumanie sont, avec les Slovaques de Roumanie, systématiquement représentés par un député à la Chambre des députés.